# Гриценко Ганна Валентинівна
Ганна Валентинівна Гриценко — українська громадська діячка лівого спрямування, соціолог, дослідниця українських ультраправих рухів, гендерна дослідниця. Засновниця і головна редакторка онлайн-видання «Товаришка».

## Діяльність
Закінчила Національний університет «Києво-Могилянська академія» (2004 р. — бакалавріат, 2006 р. — магістратуру).
У 2010—2011 роках проводила моніторинг мови ворожнечі у ЗМІ для проекту «Без кордонів» Центру «Соціальна дія».
У 2011—2012 працювала над проектом Ukrainian Protest and Coercion Data для Центру дослідження суспільства.
У 2012 році було опубліковане дослідження «Гендер, релігія та націоналізм в Україні», де Ганна виступила співавторкою.
У 2015 році працювала разом із співавторами над дослідженням «Невидимий батальйон: участь жінок у військових діях в АТО», для якого написала найбільший за обсягом розділ, присвячений аналізу участі жінок у воєнних діях. Дослідження відбувалося в період літа—осені 2015 року, координаторкою проекту виступила керівниця волонтерської організації «Центр підтримки аеророзвідки» Марія Берлінська. Наслідком цієї роботи стала поява громадської ініціативи «Невидимий Батальйон» та документального фільму «Невидимий Батальйон».
7 лютого 2019 року представники праворадикальних угруповань намагались зірвати лекцію Ганни Гриценко, котра проходила в Києві, у просторі культурного фонду «Ізоляція». За повідомленням «Ізоляції», лекція була присвячена причинам зростання популярності праворадикальних рухів серед української молоді. Під час події близько 20 молодиків, серед котрих Олексій Свинаренко «Сталкер» із організацій «Національний спротив» та С14, прийшли до зали, і, не зважаючи на присутність поліції, розмалювали стільці свастиками, декілька разів вимикали світло на електрощитку й впродовж всієї події перекрикували лекторку. Внаслідок цих дій більшість учасників покинула захід. Вони також звернулись до поліції з вимогою притягнути Ганну Гриценко за статтею 161 ККУ «Порушення рівноправності громадян залежно від їх расової, національної належності або ставлення до релігії». Крім того, один з учасників помітив в коридорі членів партії «Свобода» Руслана Андрійка та Юрія Ноєвого.

## Вплив
Ганну Гриценко характеризували як «дослідницю правих рухів» такі видання як Радіо «Свобода», Центр інформації про права людини, «Громадський Простір», проекти «Мистецький арсенал», Docudays UA, izolyatsia.

## Праці
- Ганна Гриценко, Леся Пагуліч, Наталія Чермалих, Галина Ярманова, Гендер, релігія та націоналізм в Україні [Архівовано 10 травня 2022 у Wayback Machine.] // ред. Галина Ярманова. — Київ: 2012.
- Ганна Гриценко, Анна Квіт, Тамара Марценюк, «Невидимий батальйон»: участь жінок у військових діях в АТО [Архівовано 22 березня 2022 у Wayback Machine.] // ред. Тамара Марценюк. — Київ: СТ-ДРУК, 2016. — 67 с. — ISBN 978-966-2717-20-4
- Анна Гриценко. Как Евромайдан отправлял женщин на кухню [Архівовано 15 липня 2019 у Wayback Machine.] // Гендерний журнал «Я». — 2014. — № 2 (36). — С. 22-26.
- Анна Гриценко. Украинские связи Боевой организации русских националистов: контакты и контексты в домайданной и постмайданной Украине [Архівовано 2 квітня 2022 у Wayback Machine.] // Форум новейшей восточноевропейской истории и культуры. 2016. — № 1. — С. 193—206.
- Тамара Марценюк, Анна Гриценко, Анна Квит, Мария Берлинская. Интеграция женщин в вооруженные силы: перспективы и проблемы украинского общества [Архівовано 21 січня 2022 у Wayback Machine.] // Laboratorium. — 2018. — № 10(2). — С. 13-33
- Hrytsenko, Hanna. Women in the Ukrainian Military: Achievements, Shortcomings, And Pacifist Feminist Perspectives [Архівовано 21 квітня 2020 у Wayback Machine.] // Polis Brief № 12, 28 Februar 2020.

### Інтерв'ю
- Жінки на війні. Невидимий батальйон [Архівовано 7 грудня 2017 у Wayback Machine.] // Радіо «Свобода», 8 березня 2016